# Aleksey Nikolayevich Apukhtin
Aleksey Nikolayevich Apukhtin (tiếng Nga: Алексей Николаевич Апухтин, 15 tháng 11 năm 1840 – 17 tháng 8 năm 1893) là nhà văn, nhà thơ Nga.

## Tiểu sử
Aleksey Apukhtin sinh ở Bolkhov, tỉnh Oryol trong một gia đình quý tộc lâu đời có nguồn gốc từ Pháp. Tuổi thơ sống ở làng quê. Những năm 1852 – 1859 học trường Cao đẳng Luật tại Sankt-Peterburg kết bạn với Pyotr Ilyich Tchaikovsky (người sau này là một nhạc sĩ nổi tiếng của Nga và thế giới). Tchaikovsky từng sống một năm trong nhà của Apukhtin, hai người cùng đi với nhau du lịch ra nước ngoài, còn khi trở về Apukhtin sống ở nhà của Tchaikovsky. Tình bạn của Aleksey Apukhtin và Pyotr Ilyich Tchaikovsky được người đời coi là tình cảm của những người đồng tính luyến ái, giống như Arthur Rimbaud và Paul Verlaine.
Thời gian học ở trường Luật, Aleksey Apukhtin là một học sinh xuất sắc, học giỏi tất cả các môn, đồng thời là biên tập tờ tạp chí của trường. Sau khi tốt nghiệp Aleksey Apukhtin làm việc ở Bộ tư pháp cùng với Tchaikovsky, hai người không mấy mặn mà với công việc mà chỉ yêu "thời tuổi trẻ vàng son". Những năm 1863 – 1865 Aleksey Apukhtin được phái về công tác tại tỉnh Orlov, sau đó trở về Peterburg làm việc ở Bộ nội vụ. Aleksey Apukhtin nhiều lần được cử đi công tác ở nước ngoài. Những năm 1870 ông bị bệnh phù, càng về cuối đời càng nặng. Những năm tháng cuối đời ông không ra khỏi nhà vì rất khó khăn trong việc đi lại.
Aleksey Apukhtin biết làm thơ từ bé, được Ivan Turgenev và Afanasy Afanasievich Fet đỡ đầu (sau này Apukhtin có nhận được sự đỡ đầu của Hoàng tử Poytr xứ Oldenberg và Alexander Yazykov, lần lượt là người sáng lập và giám đốc của Cao đẳng Luật tại Sankt-Petersburg, ngôi trường mà Apukhtin từng học). Năm 1854 in những bài thơ đầu tiên và sau đó liên tiếp in thơ ở nhiều tạp chí khác nhau nhưng đến năm 1886 ông mới in một tập thơ đầu tiên. Ngoài thơ, ông còn viết tiểu thuyết và kịch nhưng tất cả tác phẩm chỉ xuất bản sau khi mất. Ngày nhận được tin Aleksey Apukhtin qua đời, Tchaikovsky viết cho nhà thơ Denis Vasilyevich Davydov: "Mặc dù không bất ngờ vì cái chết của Aleksey Apukhtin, thế mà tôi cảm thấy khiếp sợ và vô cùng đau đớn. Một thuở đấy là người gần gũi và thân thiết nhất của tôi". Pyotr Ilyich Tchaikovsky viết 6 khúc lãng mạn phổ thơ của Aleksey Apukhtin, gồm : Кто идёт (Ai người đi đến, 1860, đã bị thất lạc); Забыть так скоро (Người nỡ quên mau, 1870); Он так меня любил (Người đã yêu tôi như thế, 1875); Ни отзыва, ни слова, ни привета (Không lời nói, câu chào, không tiếng gọi, 1875); День ли царит (Ngày có lên ngôi, 1880); Ночи безумные (Những đêm điên cuồng, 1886).
Cũng nói thêm về Tchaikovsky sau sự ra đi của Apukhtin. Đại công tước Konstantin Konstantinovich của Nga đã ủy thác Tchaikovsky viết một bản requiem để tưởng niệm Apukhtin, dựa trên một bài thơ của ông. Tuy vậy, Tchaikovsky cảm thấy bị suy sụp, ông nói rằng ông đang hoàn thành bản giao hưởng số 6, tác phẩm cũng dựa vào bài thơ trên. Và lại Tchaikovsky cũng lo sợ rằng cái chết sẽ đến sớm với mình, thêm vào đó nữa ông cũng chẳng cảm thấy hào hứng để viết một bản requiem nào cả. Quả nhiên, sự lo sợ của Tchaikovsky đã thành sự thực. Vào ngày 6 tháng 11, tức là chỉ hơn hai tháng sau sự ra đi của Apukhtin, nhà soạn nhạc vĩ đại của Nga qua đời cũng ở tuổi 53.

## Tác phẩm
- Сочинения, 4 изд., т. 1—2, [Биография. очерк М. Чайковского], СПБ. 1895;
- Стихотворения. [Вступ. ст., подгот. текста, прим. Л. Афонина], Орёл, 1959;
- Стихотворения, Л., 1961.

Năm 1886, danh tiếng của Apukhtin với tư cách là một nhà thơ mới được vươn xa khi một tập hợp các bài thơ của ông được xuất bản. Năm 1890, Apukhtin cho xuất bản các tác phẩm văn xuôi như: Câu chuyện dở dang, Tài liệu của Nữ bá tước D., Nhật ký của Pavlik Dolsky.
Ngoài việc được phổ nhạc bởi Tchaikovsky như nói ở trên, các tác phẩm của Apukhtin còn được đưa vào âm nhạc bởi Sergei Rachmaninov.